# ハイスピード! Free! Starting Days
『ハイ⭐︎スピード! -Free! Starting Days-』は、京都アニメーション制作による日本のアニメ映画。2015年12月5日公開。
原案の『ハイ☆スピード!』のアニメ化で、七瀬遙と橘真琴の中学時代の物語。

## 声の出演
七瀬 遙（ななせ はるか）
声 - 島﨑信長

橘 真琴（たちばな まこと）
声 - 鈴木達央

椎名 旭（しいな あさひ）
声 - 豊永利行

桐嶋 郁弥（きりしま いくや）
声 - 内山昂輝

桐嶋 夏也（きりしま なつや）
声 - 野島健児

芹沢 尚（せりざわ なお）
声 - 日野聡

## 主題歌
- 「Aching Horns」

作詞 - YORKE. / 作曲 - Ta 2 / 編曲 - 小山寿 / 歌 - OLDCODEX

## スタッフ
- 原案 - おおじこうじ『ハイ☆スピード!』
- 監督 - 武本康弘
- 構成 - 横谷昌宏
- 脚本 - 西岡麻衣子
- キャラクターデザイン - 西屋太志
- 総作画監督 - 西屋太志
- 音響監督 - 鶴岡陽太
- 音楽 - 加藤達也
- アニメーション制作 - 京都アニメーション
- 配給 - 松竹
- 制作 - ハイスピード製作委員会

## 制作
『Free!』は、KAエスマ文庫の小説「ハイ☆スピード！」を原案にテレビシリーズ化されたものの、大元の「ハイ☆スピード！」も映像化したいという気持ちが本作の映画化につながった。
脚本はテレビシリーズ『Free!-Eternal Summer-』で5話分のシナリオを手掛けた西岡麻衣子が担当した。西岡は自身初の長編であり、起承転結の位置などに苦労したと公式サイト内のインタビューで振り返っている。